# Osa Massen
Osa Massen (* 13. Januar 1914 in Kopenhagen als Aase Madsen; † 2. Januar 2006 in Santa Monica, Kalifornien) war eine dänische Schauspielerin.

## Leben und Wirken
Osa Massen machte zunächst eine Ausbildung zur Photoreporterin und wurde anschließend Filmeditorin. Die aus Schweden stammende Regisseurin Alice O’Fredericks entdeckte sie für die Arbeit vor der Kamera. Sie debütierte 1935 im dänischen Film Kidnapped. Nach einem weiteren Film in Dänemark wurden Scouts aus Hollywood auf sie aufmerksam. Bei der 20th Century Fox bekam sie schließlich einen Vertrag. In Hollywood suchte man nach dem großen Erfolg mit Greta Garbo weitere Darstellerinnen aus Skandinavien. Neben Osa Massen kamen so Signe Hasso, Sigrid Gurie, Gwili Andre und Ingrid Bergman nach Hollywood. Jedoch reichte es außer bei der Bergman nur zu Karrieren im B-Film. Ihr Hollywooddebüt gab Massen 1939 im Film Honeymoon in Bali an der Seite von Fred MacMurray und Madeleine Carroll. Weitere bedeutende Filme in Hollywood waren George Cukors Die Frau mit der Narbe (A Woman’s Face, 1941), Raoul Walshs Spion im Orientexpress (Background to Danger, 1943) und Henry Levins Cry of the Werewolf (1944). Während der Zeit des Zweiten Weltkrieges spielte sie oft die Femme fatale und Frauen mit dunklen Geheimnissen. Da sie oft mit den Schauspielerinnen Ilona Massey und Ona Munson verwechselt wurde, änderte sie ihren Bühnennamen für ihre Theaterauftritte zu Stefanie Paull.
Ihr vorletzter Kinofilm war 1950 der Kurt-Neumann-Film Rakete Mond startet (Rocketship X-M, 1950) neben Lloyd Bridges, der letzte schließlich 1958 Outcasts of the City. In den 1950er Jahren trat sie ansonsten nur noch in Fernsehserien auf, wie z. B. in Perry Mason, und zog sich Anfang der 1960er Jahre aus dem Filmgeschäft zurück. In den Jahren um 1940 war sie mit dem Schauspieler Allan Hersholt, Sohn von Jean Hersholt, verheiratet.

## Filmografie (Auswahl)
- 1935: Kidnapped
- 1941: Die Frau mit der Narbe (A Woman’s Face)
- 1941: Reich wirst du nie (You’ll Never Get Rich)
- 1941: The Devil Pays Off
- 1943: Spion im Orientexpress (Background to Danger)
- 1943: Jack London
- 1950: Rakete Mond startet (Rocketship X M)
- 1958: Outcasts of the City
- 1958–1962: Perry Mason (Fernsehserie, 3 Folgen)